# Urszula Włodarczyk
Urszula Ewa Włodarczyk (ur. 22 grudnia 1965 w Wałbrzychu) – polska lekkoatletka, w latach 1991–2000 czołowa wieloboistka świata (w tym czasie zdobywała medale na wszystkich kolejnych mistrzostwach Europy w hali i na stadionie). Trzykrotna olimpijka (Barcelona 1992, Atlanta 1996, Sydney 2000), dwukrotna medalistka mistrzostw świata w hali (Toronto 1993 – srebro, Maebashi 1999 – brąz).

## Życiorys
Była rekordzistka Polski w trójskoku (13.98, Kielce 1993), była rekordzistka Polski w halowym pięcioboju (4.808, Walencja 1998). 12-krotna mistrzyni Polski (100 m pł – 1991, trójskok – 1991 – 1994, siedmiobój – 1988, 1990–1993, 1996-1997), 33-krotna medalistka (w 7 konkurencjach), w tym 16-krotna mistrzyni Polski w hali (60 m pł – 1991, 1994–1995, 1999, skok wzwyż – 1997, skok w dal – 1991, 1998, trójskok – 1991–1993, 1995–1996, pięciobój – 1989, 1992, 1995, 2000).
Startowała w barwach Górnika Wałbrzych (trener Wojciech Węcławowicz) oraz AZS-AWF Wrocław (trenerzy: Paweł Kowalski, później przez wiele lat Marek Kubiszewski). Pięciokrotnie zdobywała Złote Kolce – nagrodę dla najlepszej polskiej lekkoatletki sezonu (1993, 1994, 1996, 1997, 1998).
Po ukończeniu studiów została asystentem w Katedrze Lekkoatletyki Wrocławskiej AWF, przez kilka lat umiejętnie łącząc sport wyczynowy z pracą naukowo-dydaktyczną. W 2004 obroniła pracę doktorską pt. Związki wybranych parametrów morfo funkcjonalnych z wynikami w siedmioboju kobiet.
W 2005 została wybrana prezesem Dolnośląskiego Związku Lekkiej Atletyki (). Funkcję tę pełniła do listopada 2008.
W wyborach parlamentarnych w 2011 r. była kandydatką Prawa i Sprawiedliwości do Sejmu w okręgu wrocławskim.
W lutym 2015 otrzymała statuetkę Stokrotki i tytuł Ambasadora Wałbrzycha.
W lutym 2016 została dyrektorem Departamentu Sportu Wyczynowego w Ministerstwie Sportu i Turystyki.
Od 1 marca 2017 do 14 lipca 2023 była dyrektorem Instytutu Sportu, a następnie zastępcą dyrektora tej instytucji.
W lutym 2018 została uznana zawodnikiem 25-lecia wrocławskiej AWF.
Siostra piłkarza Piotra Włodarczyka.

## Najważniejsze osiągnięcia sportowe
- Igrzyska olimpijskie
  - Barcelona 1992 – 8. miejsce (siedmiobój, 6.333)
  - Atlanta 1996 – 4. miejsce (siedmiobój, 6.484)
  - Sydney 2000 – 4. miejsce (siedmiobój, 6.470)
- Mistrzostwa Świata
  - Tokio 1991 – 6. miejsce (siedmiobój, 6.391)
  - Stuttgart 1993 – 5. miejsce (siedmiobój, 6.394), 8. miejsce (trójskok, 13.80)
  - Ateny 1997 – 4. miejsce (siedmiobój, 6.542)
  - Sewilla 1999 – 7. miejsce (siedmiobój, 6.287)
- Mistrzostwa Europy
  - Helsinki 1994 – 3. miejsce (siedmiobój, 6.322)
  - Budapeszt 1998 – 2. miejsce (siedmiobój, 6.460)
- Halowe Mistrzostwa Świata
  - Toronto 1993 – 2. miejsce (pięciobój, 4.667)
  - Paryż 1997 – 4. miejsce (pięciobój, 4.613)
  - Maebashi 1999 – 3. miejsce (pięciobój, 4.596)
- Halowe Mistrzostwa Europy
  - Genua 1992 – 3. miejsce (pięciobój, 4.651)
  - Paryż 1994 – 3. miejsce (pięciobój, 4.668)
  - Sztokholm 1996 – 2. miejsce (pięciobój, 4.597)
  - Walencja 1998 – 1. miejsce (pięciobój, 4.808)
  - Gandawa 2000 – 3. miejsce (pięciobój, 4.590)
- Puchar Europy w siedmioboju (Superliga)
  - Oulu 1993 – 3. miejsce (6.121)
  - Oulu 1997 – 2. miejsce (6.236)
  - Tallinn 1998 – 3. miejsce (6.144)
- Puchar Europy w siedmioboju (I liga)
  - Tallinn 1996 – 1. miejsce (6.416)
- IAAF Combined Events Challenge
  - 1998 – 1. miejsce (19.235)
  - 2000 – 3. miejsce (19.047)
- Uniwersjada
  - Sheffield 1991 – 2. miejsce (siedmiobój, 6.319)
  - Buffalo 1993 – 1. miejsce (siedmiobój, 6.127)
- Ranking światowy Track & Field News () (siedmiobój)
  - 1991 – 4. miejsce
  - 1992 – 9. miejsce
  - 1993 – 6. miejsce
  - 1994 – 6. miejsce
  - 1996 – 4. miejsce
  - 1997 – 6. miejsce
  - 1998 – 3. miejsce
  - 1999 – 8. miejsce
  - 2000 – 6. miejsce

### Rekordy życiowe
- 100 m – 11.94 (1991)
- 200 m – 24.02 (1995)
- 800 m – 2:09.59 (1997)
- 60 m pł (hala) – 8.27 (1998)
- 100 m pł – 13.19 (1994)
- skok wzwyż – 1.86 (1995)
- skok w dal – 6.63 (1997)
- trójskok – 13.98 (1993)
- pchnięcie kulą – 15.48 (2000)
- rzut oszczepem – 46.51 (1998)
- siedmiobój – 6.542 (1997)
- pięciobój (hala) – 4.808 (1998) były rekord Polski